# Hell Awaits
Hell Awaits (рус. «Ад ожидает») — второй студийный альбом американской трэш-метал-группы Slayer, выпущенный на лейбле Metal Blade Records в 1985 году. Альбом начинается песней «Hell Awaits», начало которой является перевёрнутой записью демонического голоса, повторяющего фразу «Join us» (рус. Присоединяйся к нам) после чего голос произносит: «Welcome Back» (рус. С возвращением), и на слушателя обрушиваются первые аккорды заглавного трека. Для альбома характерна мрачная атмосфера Haunting the Chapel, а Ад и Сатана стали основной тематикой песен. Альбом стал самым «прогрессивным» в творчестве Slayer: на нём были представлены более длительные песни и сложные композиционные структуры.

## Запись
Предыдущий альбом Slayer, Show No Mercy, стал для Metal Blade Records самым продаваемым альбомом, было продано 40 000 экземпляров во всем мире; успех вдохновил продюсера Брайена Слайджела заняться новым альбомом. Этот альбом Слайджел уже финансировал.
Благодаря его финансовой поддержке группе наконец удалось поработать с профессионалами. Берни Грундман занимался аудиомастерингом, звукооператором был Билл Метойер, уже знакомый группе по работе над Haunting the Chapel. Однако Арайя позже заявил, что альбом был спродюсирован неважно. C другой стороны, Дэйв Ломбардо (барабанщик) замечал, что качество звучания было гораздо лучше, чем предыдущей полноценной записи группы, альбома Show No Mercy: «Мне даже не пришлось возиться с перезаписью тарелок, ведь теперь у нас был действительно хороший звукоинженер». Любимая песня Ломбардо — At Dawn They Sleep: «…Потому что она была местами медленной и гадкой, но зато в конце там была пулемётная партия двойной бас бочки».

## Тур группы
Продвигать Hell Awaits Slayer решили участием в Combat Tour совместно с Venom и Exodus. Гитарист Гэри Холт прокомментировал: «Мы сразу же объединились со Slayer ради такого дела. Подумать только — две дружественные группы вместе играют со своими кумирами!» Путешествие совершалось на автобусе группы Venom.

## Оценка
Хотя альбом не попал ни в какие чарты, Hell Awaits стал самой успешной записью группы на тот момент. Звучание группы стало более прогрессивным, в альбоме были представлены более длительные песни и сложные композиционные структуры, согласно рецензенту Эдуардо Ривадавии из Allmusic. Стоит отметить явно возросшее мастерство музыкантов — точная яростная игра гитаристов, агрессивный вокал Тома Арайи и виртуозные ударные Дэйва Ломбардо.
В книге Legends of Rock Guitar, Hell Awaits был определен как «психотическое исследование в области Сатанизма и пыток». Книга, описывающая хронологию великих рок-гитаристов, которая включает Керри Кинга и Джефа Ханнемана, наблюдала развитие группы по сравнению с их предыдущим альбомом, Show No Mercy: «С музыкальной точки зрения, улучшения налицо. Благодаря вокальной работе Тома Арайи группа зазвучала как истинные злые гении метала, а не просто как „рубилово“. Звучание гитар стало более чистым и аккуратным, а некоторые скоростные соло Кинга и Ханнемана дали Slayer пропуск в царство спид-метала».

## Список композиций
| №  | Название                                             | Текст песни               | Музыка               | Длительность |
| -- | ---------------------------------------------------- | ------------------------- | -------------------- | ------------ |
| 1. | «Hell Awaits (рус. Ад ожидает)»                      | Керри Кинг                | Джефф Ханнеман, Кинг | 6:12         |
| 2. | «Kill Again (рус. Убей снова)»                       | Керри Кинг                | Ханнеман, Кинг       | 4:53         |
| 3. | «At Dawn They Sleep (рус. На рассвете они спят)»     | Ханнеман, Кинг, Том Арайа | Ханнеман             | 6:16         |
| 4. | «Praise of Death (рус. Похвала смерти)»              | Ханнеман                  | Кинг                 | 5:17         |
| 5. | «Necrophiliac (рус. Некрофилический)»                | Ханнеман, Кинг            | Ханнеман             | 3:43         |
| 6. | «Crypts of Eternity (рус. Тайники вечности)»         | Ханнеман, Кинг, Арайа     | Ханнеман, Кинг       | 6:37         |
| 7. | «Hardening of the Arteries (рус. Закупорка артерий)» | Ханнеман                  | Ханнеман             | 3:57         |

## Участники записи
- Том Арайа — бас-гитара, вокал
- Джефф Ханнеман — гитара
- Керри Кинг — гитара
- Дэйв Ломбардо — ударные